# 斗湖 (中国)
斗湖，是一个位于中国江苏省淮安市盱眙县西部淮河左岸的湖泊，原有东西两个，因西斗湖地势较高，在20世纪60年代被围垦耕种，现在的斗湖只是东斗湖。集水面积为294.3平方米，当湖水位12.5米时，湖水面积3433公顷。
斗湖位于盱眙城西北的淮河北岸的鲍集圩行洪区内。湖南有岗地和圩堤与淮河为邻，湖北是岗地。西部是团结河上段汇鲍集圩北部、中部岗地、洼地水注入。洞不是团结河下段，与淮河相连。当淮河遭遇大洪水时，整个湖区及高程18米以下皆为行洪区。